# Mala Loka (Trebnje, Slovenija)
Mala Loka je naselje u slovenskoj Općini Trebnju. Mala Loka se nalazi u pokrajini Dolenjskoj i statističkoj regiji Jugoistočnoj Sloveniji. 

## Stanovništvo
Prema popisu stanovništva iz 2002. godine naselje je imalo 60 stanovnika.